# Kosteneenheid

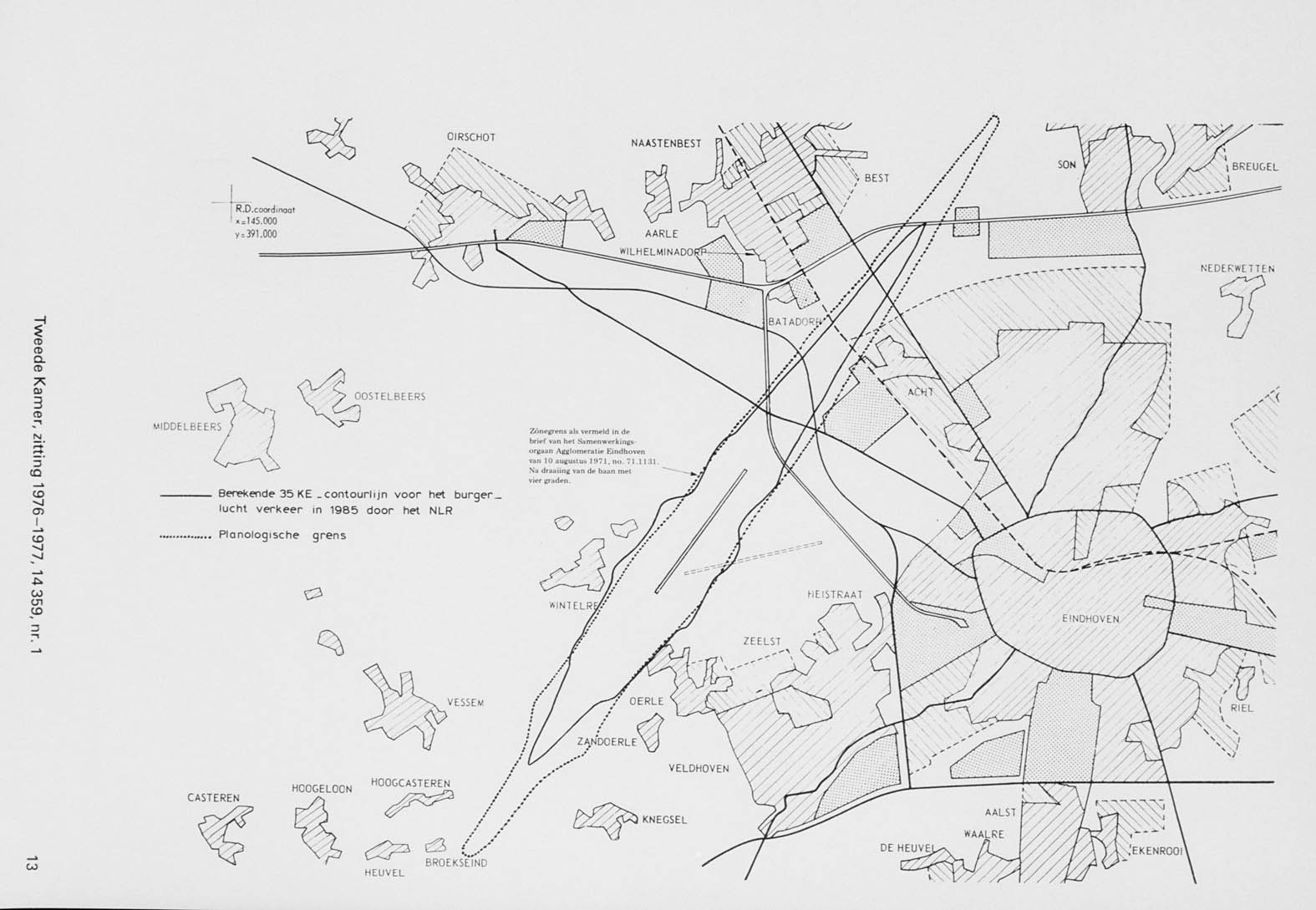
Berekende 35 KE-contourlijn voor het burgerlucht verkeer in 1985 van het vliegveld Welschap

De kosteneenheid (Ke) is een eenheid om de geluidsbelasting rond vliegvelden te berekenen. De kosteneenheid is genoemd naar prof. dr. ir. C.W. Kosten (voorzitter van een adviescommissie van de regering), die in de jaren zestig onderzocht hoe geluidsbelasting als maat voor de geluidshinder van vliegverkeer het beste te berekenen is. De kosteneenheid is de optelsom van een aantal factoren die bepalend zijn voor de geluidsbelasting, berekend over de periode van een jaar (bijvoorbeeld de 35 Ke-lijn).
Het gaat hierbij om:
- De geluidsproductie van vliegtuigen;
- De aantallen starts en landingen;
- De tijdstippen van aankomst en vertrek.

In deze optelsom telt de geluidsbelasting in de nacht zwaarder mee dan de geluidsbelasting overdag (zo staan voor één nachtvlucht tien vluchten overdag.)
De glijdende schaal die de commissie Kosten destijds heeft voorgesteld (verschillende weging geluidsoverlast gedurende nacht of dag) is geen uitkomst van onderzoek, maar de schaalwaardes zijn een gok waarbij door de commissie wordt opgemerkt dat de hoogte van de verschillende schaalwaardes nog nader onderzocht dienden te worden. Dat noodzakelijk geachte onderzoek heeft echter niet plaatsgevonden. De commissie Kosten vreesde dat zonder glijdende schaal er veel geluidsoverlast zou optreden aan het begin van de dag (07u) en aan het einde van de dag (18u) en zulks achtte de commissie ongewenst.
Uit een nadere klachtenanalyse van klachten van geluidsoverlast van Schiphol in de jaren '90 van de vorige eeuw blijkt dat er redenen zijn om aan te nemen dat van een nachtvlucht niet tien keer meer hinder wordt ervaren dan van een dagvlucht maar twintig tot dertig keer.
De later door de politiek gehanteerd afkapwaarde van 65 decibel waarbij vliegtuiglawaai lager dan 65 decibel niet meetelt in de totalen is niet het resultaat van enig onderzoek (door de commissie Kosten) maar is er min of meer later tussen gerommeld vanuit de politiek.